# Baraïta
Baraïta (judéo-araméen ברייתא barayata, « extérieur » ; pl. baraïtot) est un terme générique désignant une tradition orale juive non incorporée dans la Mishna. Il peut s'appliquer à un ensemble des « enseignements extérieurs » (et s'écrit avec une majuscule) ou à l'un de ces enseignements lui-même (et s'écrit avec une minuscule).
Les baraïtot sont généralement énoncées par les Tannaïm (docteurs de la Mishna), mais certaines tirent leur origine des Amoraïm (docteurs du Talmud).

## Baraïtaetbaraïtot
Dans le responsum que rédige Sherira Gaon à l'intention des Juifs de Kairouan qui l'ont interrogé sur le processus d'élaboration de la Mishna, le Gaon évoque longuement les traditions orales qui n'y ont pas été incluses. 
Il existe d'une part des mishnayot (traditions) éparses, nées du morcellement du savoir qui a lieu lors de la destruction du second Temple pendant trois générations. Alors que la science orale était, à l'époque du Temple, connue dans l'ensemble de ses domaines et dans le moindre de ses détails, les écoles se multiplient, et chacun enseigne selon ce qu'il a entendu de son maître, mêlant les opinions de divers Sages dans une même sentence, occultant les opinions contradictoires, etc.. L'étude de ces baraïtot est rapidement négligée (mais pas totalement oubliée) après la compilation de la Mishna par Rabbi (Juda Hanassi), qui établit clairement les traditions et opinions à suivre, en se basant sur l'enseignement de Rabbi Meïr, qui l'a lui-même reçu de Rabbi Akiva. 
D'autre part, des recueils de traditions avaient été entrepris, en dehors de la Mishna. Certains lui sont antérieurs, comme la Mekhilta, midrash (exégèse) halakhique du Livre de l'Exode attribué à l'académie de Rabbi Ishmaël, la Meguilat Taanit attribuée à Hananya ben Hizqiya ben Gourion qui indique les jours où il est interdit de jeûner, le Seder Olam Rabba, traité de chronologie biblique et juive, attribué à Rabbi Yosse ben Halafta, etc. D'autres, comme le Sifra et les Sifrei (qui regroupent des lois tirées par midrash halakhique du Lévitique et des Nombres, respectivement), et la Tossefta, qui se veut complémentaire à la Mishna, sont contemporains de son élaboration. Tous ces traités sont également appelés Baraïtot, n'ayant pas été inclus dans la Mishna, mais ils semblent avoir eu un statut différent des autres baraïtot. 
L'étude du Sifra, des Sifrei et de la Tossefta s'est imposée dans les maisons d'étude, où des traditions propres à chaque maison, dont certaines étaient plus anciennes que la Mishna, étaient enseignées outre celles-ci.
Selon Jastrow et Ginzberg, les baraïtot pourraient avoir été dénommées ainsi par référence aux sefarim ha-ḥiṣonim (« livres extérieurs »), désignant les apocryphes bibliques, et auraient ce statut d'« apocryphes » par rapport à la Mishna « canonique. » Alternativement, elles pourraient avoir été appelées ainsi parce qu'elles n'étaient pas dispensées dans les grandes académies de Galilée et de Babylonie, mais dans les écoles satellites à ces académies, appelées bara dans le Talmud.

## Autorité de la Baraïta
Les Baraïtot les plus populaires étaient celles de Rabbi Hiyya et de Rabbi Ochaya, auxquelles semblent avoir également contribué Bar Kappara, mais d'autres élèves de Juda Hanassi, comme Rabbi Levi, semblent avoir composé les leurs.